# Protocytherinae
Protocytherinae is een onderfamilie van kreeftachtigen uit de klasse van de Ostracoda (mosselkreeftjes).

## Geslachten
- Arculicythere Grekoff, 1963 †
- Hechticythere Gruendel, 1978 †
- Abyssocythereis Schornikov, 1975
- Protocythere Triebel, 1938 †
- Saxocythere Kemper, 1971 †